# 海老澤琥珀
海老澤 琥珀（えびさわ こはく、2004年10月27日 - ）は、明治大学ラグビー部に所属する選手。2024年のラグビー日本代表、カナダ遠征に選出。

## プロフィール
- 東京都世田谷区出身。
- 主なポジションはウィング(WTB)。
- U20日本代表に選ばれた[2]。
- 2024年8月、明治大学2年生（19歳）でラグビー日本代表のパシフィックネーションズカップ初戦のカナダ戦（２５日、バンクーバー）に臨む日本代表カナダ遠征参加メンバーに選出された[3]。

## 略歴
小学校4年（9歳）の頃に、世田谷区ラグビースクールで本格的にラグビーをはじめる。世田谷区立千歳中学校から高校は親元を離れて報徳学園（兵庫）へ進学。
高校日本代表には選ばれなかったが、明治大学情報コミュニケーション学部に進学。大学では１年生の対抗戦後半からウィング(WTB)として出場。大学選手権決勝まで6試合連続で「11」番で出場し4トライを挙げる。その後、U20日本代表候補選出。目標とする人物はチェスリン・コルビ。